# バイエルン・レーテ共和国

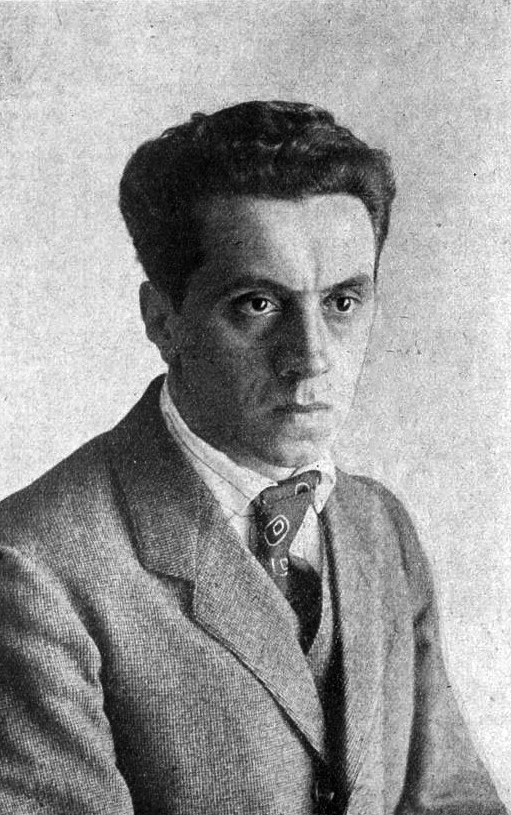
エルンスト･トラー（1923年ごろ）

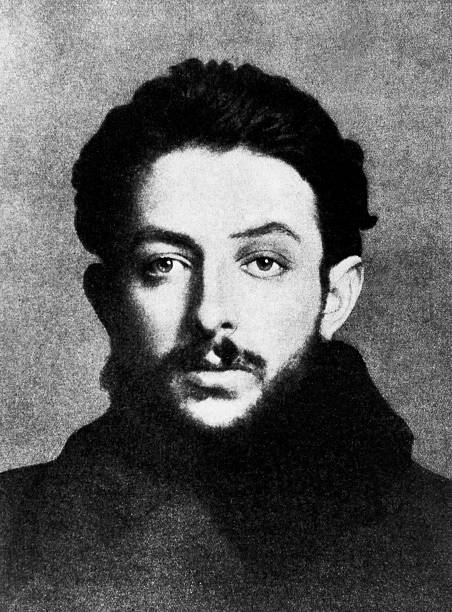
オイゲン･レヴィーネ（1900年ごろ）

バイエルン・レーテ共和国
Bayerische Räterepublik (ドイツ語)

国の標語: Proletarier aller Länder, vereinigt Euch!（ドイツ語）
万国の労働者よ、団結せよ！国歌: Die Internationale（ドイツ語）
インターナショナル

バイエルン・レーテ共和国の位置

バイエルン・レーテ共和国（バイエルン・レーテきょうわこく、ドイツ語: Bayerische Räterepublik）は、第一次世界大戦後の1919年に、バイエルンで社会主義者たちが革命を起こして一時的に作った社会主義政権である。成立後すぐさま軍の討伐を受けて消滅している。
バイエルン州（バイエルン王国）の首都ミュンヘンにちなんでミュンヘン・レーテ共和国（Münchner Räterepublik）とも呼ばれる。また、「レーテ」（ドイツ語: Räte、評議会）はロシア語の「ソビエト」（Совет）と同義であることから「バイエルン（ミュンヘン）・ソビエト共和国」と意訳することもある。

## 歴史

### 背景
第一次世界大戦末期のドイツ革命の流れの中での1918年11月7日夜半にプロイセン王国に先駆けてバイエルン王国で革命が発生した。11月8日朝には独立社会民主党の指導者クルト・アイスナーがヴィッテルスバッハ家による王政廃止と「バイエルン共和国」の建国を宣言してその首相に就任。アイスナーは、独立社民党と多数社民党に支えられてバイエルンにおいて独裁的な権力を握った。またアイスナーはベルリンの中央政府の社民党政権とは異なり、レーテ（労兵評議会）と対立せずにこれを取り込み、さらに農民評議会を起こして自己の基盤としていた。
ベルリン中央政府でもホーエンツォレルン家が廃されて多数社会民主党政権と独立社会民主党政権の二重政権が乱立したが、アイスナーは反ベルリン的な姿勢で持ってのぞみ、穏健左派的な中央政府を革命が足りないと批判していた。このアイスナーの反ベルリン姿勢は特にバイエルンの住民から支持された。バイエルンはドイツ帝国でも最も保守的な人たちが多い土地柄で、バイエルンのヴィッテルスバッハ家はプロイセンのホーエンツォレルン家より古い歴史を持つこともあって、プロイセンに対するライバル意識が強く、プロイセンを中心としたドイツ帝国が形成されたのちも反プロイセン的な感情を持つ住民が多かったためである。第一次世界大戦についても「プロイセン王が勝手に起こした戦争にバイエルン人が巻き込まれた」という総括をするような人が多かった。
ただしアイスナーはマルクスとカントを融合させた理想主義者であり、純粋な社会主義者ではなかった。社会主義者たちのプロレタリア独裁思想とは距離を取っていた。経済政策においても性急な社会化には反対した。アイスナーのこうした折衷的な態度は右翼からも左翼からも怒りを買うだけに終わった。反対する左翼たちは後にドイツ共産党となるスパルタクス団を創設した。1919年1月の選挙では右翼のバイエルン人民党が第一党となり、多数派社民党は第二党にとどまり、またアイスナーが属する独立社会民主党に至ってはわずか3議席しか取れなかった。さらに1919年2月21日には議会の開院式に向かう途中だったアイスナーが右翼の貴族青年将校アントン・グラーフ・フォン・アルコ・アオフ・ファーライにより暗殺されている。
しかしこの暗殺は卑劣なテロとみなされて逆にアイスナーを支えた多数・独立両社民党が立場を強め、両社民党の政権は維持された。しかし共産党初め左翼たちはこれに不満を抱いた。

### レーテ共和国成立
1919年4月6日から7日にかけて独立社会民主党のエルンスト・トラーと無政府主義者のグスタフ・ランダウアーが中心となってバイエルンで革命が発生。多数派社民党のヨハネス・ホフマン首相のバイエルン政府はミュンヘンから追われ、バイエルン・レーテ共和国が樹立された。ホフマンは北方のバンベルクに政府を置き、バイエルンは二重政府状態になった。ホフマン政府とレーテ共和国の間で交戦が開始されてバイエルンは内乱状態に突入した。なおこの時のレーテ共和国にはドイツ共産党は参加しておらず、共産党はこのレーテ共和国が民心を掌握できていないのを見て、再革命による共産党中心の新たなレーテ共和国の建国を画策した。

### 共産党のレーテ共和国成立
1919年4月13日、ロシア出身の共産党員オイゲン・レヴィーネらの起こした革命によって最初のレーテ共和国は倒され、レヴィーネによって改めてレーテ共和国樹立が宣言された。新しいレーテはドイツの労働運動に出自を持つ左翼活動家らが中核となっていたため、ルクセンブルク主義の影響が色濃かった。共産党レーテ共和国の樹立の成功を聞いたウラジーミル・レーニンは、ハンガリーで誕生したクン・ベーラ共産政権（ハンガリー・ソビエト共和国）に続く世界革命の拠点としてレーテ共和国に多大な期待を寄せていた。4月15日にはミュンヘンのレーテ予備大隊評議員の選挙があった。当選者の一人がアドルフ・ヒトラーである。
レヴィーネは政治能力に乏しかったために4月27日に退陣した。レヴィーネは共産党の指導者として、独自の赤軍を結成し、紙幣の廃止及び独自の教育制度を実行しようとしたが、政権崩壊により実行されることはなかった。

### レーテ共和国討伐
レーテ共和国誕生の報を聞いたドイツ国中央政府（社民党政権）のグスタフ・ノスケ国防相は、ヴァイマル共和国軍やドイツ義勇軍（ヘルマン・エアハルト率いる「エアハルト海兵旅団」やフランツ・フォン・エップ率いる「エップ義勇軍」など）を投入して鎮圧することを決定した。5月1日から3日にかけて政府軍6万人がミュンヘンに攻めのぼり、町を占領した。共産党はレーテ共和国崩壊寸前に人質として捕えた人々の虐殺を行っている。
ここにレーテ共和国は成立から1か月足らずで幕を閉じた。この後、ホフマン政権がミュンヘンに戻されたが、ミュンヘン占領軍はホフマン政権を圧倒し、バイエルンは実質的に軍政下に置かれることとなった。レーテ共和国に関わった者のみならず、一般市民に対しても占領軍による報復的な残虐行為がミュンヘン市内の各地で多発した。またこの後1920年初めまでレーテ共和国に関係した者の裁判が5200件以上行われた。レヴィーネは反逆罪の廉で1919年7月5日に処刑され、ヒトラーは懲役刑を受けて1925年まで収監された。ヒトラーは革命的言動を行った者を調べる諜報員となっている。

### バイエルンの右傾化
バイエルンは元々カトリックを熱心に信仰する保守的・右翼的な人が多く、共産主義が浸透する様な土地柄ではまったくなかった。多くのバイエルン人はただ反ベルリン的な姿勢でのみ左翼政権を支持したにすぎない。したがってレーテ共和国が倒れた後、バイエルンはすぐに右傾化していった。ミュンヘンに駐屯した軍隊もバイエルン一般市民に反共主義を徹底するための啓蒙運動を盛んにおこない、ミュンヘンには様々な右翼政党が次々と創設されていった。根深いバイエルン人の反プロイセン的感情だけは変わることはなく、今までは「右翼プロイセンに立ち向かう左翼バイエルン」を志向していたのが、今度は一転「左翼プロイセンに立ち向かう右翼バイエルン」を志向するようになったのである。
この時期に乱立したバイエルンの小右翼政党のひとつに国民社会主義ドイツ労働者党（ナチ党、当初はドイツ労働者党といった）がある。まもなくこの党はヒトラーが党首となり、バイエルン総督グスタフ・フォン・カールなどのバイエルンの独立を求める右翼と組んでベルリン進軍を狙った（ヒトラーやナチ党はバイエルン独立派ではないが、ベルリンに進軍してベルリンのヴァイマル共和政を倒す事には賛成していた）。中央政府から圧力を受けたグスタフ・フォン・カールがベルリン進軍を日和見するようになったことから、ヒトラーは右翼の人望が厚いエーリヒ・ルーデンドルフ将軍を担いでミュンヘン一揆を起こした。